# Theben (Egypten)
|  | For oldtidshovedstaden i Bøotien, se Theben (Grækenland). |
Theben (Θηβαι Thēbai) er den græske betegnelse for det oldegyptiske niwt "By(en)" og niwt-rst "(Den) Sydlige By". Byen findes ca. 800 km syd for Middelhavet, på den østlige side af Nilen. Theben var hovedstaden i Waset, det fjerde øvre-egyptiske nome. (Ordet "Waset" blev også brugt som selve byens navn.) I moderne tid opfattes gravkamrene og gravene på vestbredden som værende en del af Theben. Byen var Egyptens hovedstad i en periode i det Elvte Dynasti (Mellemste Rige), og det meste af det Attende Dynasti (Det nye Rige), selv om selve administrationen højst sandsynligt forblev i Memphis i det meste af perioden. Med det Nittende Dynasti flyttede regeringen til Nildeltaet. Dens arkæologiske efterladenskaber er et imponerende vidnesbyrd om den egyptiske civilisation, da den var på sit højeste.
Som sæde for den thebiske triade Amon, Mut, og Khonsu har Theben været kendt i det egyptiske sprog siden slutningen af det Nye Rige som niwt-imn, "Amons by". Dette fandt også vej til hebraisk (Bibelen) som נא אמון nōˀ ˀāmôn (Nahum 3:8). På græsk blev navnet skrevet som Διοσπολις Diospolis, "Zeus' by" (Zeus værende den gud, som Grækerne forbandt med Amon).
Navnet Theben bliver ofte, fejlagtigt, opfattet som stammende fra den græske by Theben. Selvom etymologien er uklar, er Theben sikkert en græsk udgave af det gamle egyptiske t3 ipt-swt (lit. "Det mest-udsøgte af alle steder"), der er en af betegnelserne for templet i Karnak, som er placeret i byen.
Luxor og Karnak er navnene på de byer, der er placeret på, eller nær, de steder, hvor de to vigtige templer fandtes, lige i udkanten af byerne.

## Vigtige arkæologiske steder i Theben

### Østbredden
- Templet i Karnak
- Luxortemplet

### Vestbredden
- Kongernes dal
- Dronningernes dal
- Medinet Habu-gravkammeret (Ramses 3.'s gravkammer)
- Ramesseum (Ramses 2.'s gravkammer)
- Deir el Medina (arbejdernes landsby)
- De adeliges grave
- Deir el-Bahri (Montuhotep 2.-templet, Hatshepsut-templet, osv.)
- Malkata (Amenhotep 3.'s palads)
- Memnon-kolosserne (Amenhotep 3.'s gravkammer)

## Billedgalleri
- Theben
- Luxor
- Karnak
- Nile river
- Hatschepsut-templet
- Kongernes dal
- Dronningernes dal
- Theben vest
- Theben vest
- Memnon-kolosserne
- Caves